# Acacia obtusa
Acacia obtusa é uma espécie de leguminosa do gênero Acacia, pertencente à família Fabaceae.